# Râul Rașcova
Râul Rașcova sau Râul Rașca este un curs de apă, afluent al râului Moldovița.

## Hărți
- Harta județului Suceava